# Leyendas de Guatemala (libro)
Leyendas de Guatemala (1930) fue el primer libro publicado del autor y ganador del premio Nobel Miguel Ángel Asturias. El libro es una re-narración de cuentos y leyendas de Guatemala, el país natal de Asturias. Refleja los estudios de antropología y de civilizaciones indígenas centroamericanas que el autor llevó a cabo en la Sorbona en París, donde fue influenciado por la perspectiva europea.
La naturaleza de la tradición oral se hace evidente en Leyendas de Guatemala, como se muestra en la dedicatoria: «A mi madre, que me contaba cuentos» Esto refleja el carácter tradicional de los cuentos, en el que Asturias, a través de su ficcionalización, lleva la memoria colectiva a un nivel superior de conciencia. De acuerdo a Jean Franco, el libro se compone de «recreaciones líricas del folclore guatemalteco, muchas de las cuales se inspiraron en fuentes precolombinas y coloniales».  
El estilo narrativo de Leyendas de Guatemala es el producto de un experimento afortunado que estableció una estructura que puede denominarse intuición poética, y un estilo que puede considerarse un precursor del movimiento literario conocido como realismo mágico. 
Se puede leer Leyendas de Guatemala no sólo desde una perspectiva antropológica, sino también como una experiencia estética que confirma la originalidad del estilo.

## Argumento
Leyendas de Guatemala se compone de una serie de cuentos que transforman las leyendas orales de la cultura popular en manifestaciones textuales pertinentes.

### Guatemala
Guatemala sirve como primera introducción a las leyendas sobre la nación centroamericana que lleva el mismo nombre. Este cuento presenta Guatemala como un palimpsesto, en el que la dualidad del pasado vs el presente y la identidad maya-quiché vs la española se hace más prominente.
El cuento comienza con un camino sinuoso y una carreta que se acerca a una ciudad sin nombre, y se centra en una pareja de ancianos con bocio, don Chepe y Tina Nina, que están cargados con el patrimonio del país. 
Para unir las leyendas que componen el resto del libro contada por estos ancianos, se introduce el personaje «Coco de los Sueños». El narrador relata dos anécdotas, una sobre el hermano Pedro de Betancourt y otra acerca de fray Payo Enríquez de Rivera. En ambos cuentos se destaca transformación y elementos contrastantes. El principal argumento de Asturias es que Guatemala es una nación construida sobre naciones y que el cambio es posible.
Asturias hace referencia a las principales ciudades y sitios de Guatemala, como Ciudad de Guatemala y Antigua, que se formaron durante la época colonial de Guatemala. También menciona los sitios guatemaltecos de Quiriguá, Tikal, así como Palenque y Copán, que aunque no forman parte de la actual Guatemala, formaron parte de la civilización maya.
En esta leyenda se explica que las ciudades modernas de Guatemala han sido construidas sobre antiguas ciudades coloniales e indígenas, lo que crea una imagen de Guatemala semejante a «una casa de varios niveles» y da legitimidad a la «unidad de las razas hispana y maya». Asturias subraya que las culturas antiguas se conservan dentro de estas capas.
Esta primera introducción trata de la reinstauración de la cultura del pasado y las tradiciones perdidas. Como tal, «Guatemala» puede ser entendida como una declaración personal de su propia estética, ya que es un texto que, como en las ciudades enterradas y superpuestas, todo se combina. Esta estrategia discursiva marca la complejidad de la identidad guatemalteca, la que con tanto fervor Asturias ha tratado a comprender y delinear en términos literarios durante la mayor parte de su vida.
Asturias se presenta al final del cuento. Al llegar a la capital, exclama «Mi pueblo! Mi pueblo!» Así, se argumenta que este primer cuento revela los sentimientos de nostalgia de Asturias.

### Ahora que me acuerdo
Este cuento sirve como una segunda introducción y presenta la creación como un elemento inseparable de la destrucción. Es la primera de siete leyendas relatadas por el personaje Cuero de Oro. Cuero de Oro es la manifestación mítica de nuestro recién llegado narrador de tez pálida. Este personaje participa en una interacción narrativa con don Chepe y doña Tina, que también son personajes misteriosos representando a los ancianos que cuentan los cuentos de Guatemala. Estos ancianos hablan de un árbol que destruye la noción del tiempo.
«Al principio de la narración, los tres párrafos iniciales son en el [tiempo] presente, y luego se convierten en el pasado una vez que la historia de Cuero de Oro (...) comienza. Esto provoca una cierta sorpresa, por no hablar de una cierta (...) confusión temporal». Es decir, elementos misteriosos y casi mágicos entran el contexto de este cuento.
El énfasis en las cualidades orales de la narración de cuentos tradicionales también es evidente en este cuento. El narrador nos cuenta acerca de su viaje, y su angustia durante su noche de delirio. Esta narración está llena de voces, por ejemplo, cuando don Chepe y Niña Tina responden a la exhortación de Cuero de Oro. Asturias, incluso termina el cuento con la frase final: «y se corta la conversación». La interacción textual de Cuero de Oro, Don Chepe y Niña Tina también puede interpretarse como representando a un niño en busca de las raíces de su identidad, cuestionando a los que tienen acceso al conocimiento de otro tiempo y espacio (mítico).

### Leyenda del Volcán
La Leyenda del Volcán enseña que la destrucción es siempre seguida por el renacimiento, implicando que la cultura maya-quiché puede renacer. Relata sobre el origen del pueblo de Guatemala, en «un día que duró muchos siglos».
Comienza con seis hombres, tres de los cuales surgieron del agua y tres de los cuales aparecieron en el viento. El énfasis que Asturias está dando al número tres en toda la leyenda es en concordancia con la importancia que tiene este número en la tradición nahua. Los tres hombres que emergieron del agua se alimentan con las estrellas y los que surgieron del viento caminan por el bosque como hombres-pájaro.
Además de estos hombres hay dos dioses, Cabracán, que provoca los terremotos, y Huracán, el gigante de los vientos y el espíritu del cielo. Huracán produce un temblor y todos los animales huyen del bosque. Uno de los seis hombres, llamado Nido, es el único ser que queda y es ordenado a construir un templo por una trinidad que se compone de un santo, un lirio blanco, y un niño. Luego los árboles comienzan a llenarse de nidos, lo que ilustra cómo este cuento ejemplifica el proceso de renovación.
Esta leyenda narra una clara lucha entre las religiones. Contrasta el catolicismo (por ejemplo: las referencias a «crucecitas» y la Trinidad) con las fuerzas de Cabracán y Huracán, que representan a la religión maya-quiché.

### Leyenda del Cadejo
Situada en el siglo XVII, esta leyenda ilustra la capacidad de la humanidad de superar la opresión.
En el primer párrafo se nos presenta a la protagonista en un convento: una hermosa novata que con el tiempo se convertirá en Madre Elvira de San Francisco. Este personaje cambia de nombre varias veces en el cuento. Los siguientes párrafos describen el ambiente del convento que la rodea, sutilmente moldeada por su perspectiva emocional. Está plagada por su trenza, ya que incita la excitación física de los hombres. Finalmente se vuelve mortificada, y consiguientemente su trenza se corta para luego convertirse en una serpiente. La serpiente serpentina alrededor de una vela, apagando la llama y envía el hombre al infierno.  Preito muestra cómo el cadejo «... nació de la tentación, y que estaba preparado a perseguir la humanidad hasta el fin de los tiempos».  Con su descripción de cómo Madre Elvira de San Francisco logró librarse de su trenza, Asturias demuestra que la humanidad posee los medios para liberarse del «yugo» que la encierra, independientemente de lo opresivo que puede ser.  Este cuento a menudo contiene imágenes de muerte y de cadáveres, así como de sucesos mágicos.
En el último párrafo del cuento, Asturias no deja claro si los hechos no eran más que un sueño.

### Leyenda de la Tatuana
Esta leyenda describe las formas en que la humanidad puede recuperar su libertad.  Trata de un almendro que se describe como un «árbol-sacerdote». Este árbol custodia las tradiciones mayas y narra el paso de los años. El árbol divide su alma entre los cuatro caminos que uno encontrará antes de llegar al inframundo Xibalbá. Estos cuatro caminos están marcados por diferentes colores: verde, rojo, blanco y negro. Cada porción del alma se embarca en un camino diferente en la que cada uno tiene que enfrentarse a tentaciones. El camino negro, que en la tradición maya, lleva al inframundo, intercambia parte de su alma con el comerciante de joyas de incalculable valor, quién luego lo utiliza para adquirir la más bella esclava. La esclava escapa, y el personaje del árbol, buscando la parte faltante de su alma, finalmente la encuentra. Entonces interviene la Inquisición y ordena matarlos. Al final, la bella esclava escapa la noche por medio de la magia de un barco dibujado en la pared de su prisión. En la mañana de la ejecución, la única cosa que los guardias encuentran en la celda es un viejo almendro.
En esta leyenda, el Maestro Almendro representa a la civilización maya-quiché y la Inquisición representa una potencia extranjera. Esta leyenda indica que «el alma no está a merced de fuerzas externas» y «por lo tanto, los seres humanos siempre tienen los medios para recuperar su independencia».

### Leyenda del Sombrerón
En esta leyenda, Asturias describe la idea del niño/demonio, El Sombrerón, a través de una lente de magia; crea una pelota que aparece y desaparece, en el que encierra un Sombrerón o demonio.
El protagonista es un monje, que se deja tentar por una pelota que rebota por la ventana de su celda. Se encuentra cautivado por la pelota e incluso comienza a preguntarse si puede estar vinculada con el diablo. Pasa horas y horas jugando con la pelota. Cuando, tras hablar con una mujer cuyo hijo perdió la pelota, se siente presionado a devolverla, los vecinos afirman que se pareció al diablo. A continuación, cuando finalmente tira la pelota por la ventana, la pelota se transforma en el Sombrerón.  Así, nuevamente Asturias está demostrando que los seres humanos «son capaces de romper los lazos que los atan a lo indeseable».
Esta leyenda, como la Leyenda del Cadejo, corresponde a la época colonial española en Guatemala, y está escrita en una lengua coloquial y sencilla. Los eventos se llevan a cabo en la ciudad de Antigua y se centra en los españoles y algunos aspectos cristianos de Guatemala.
Según Sáenz, la pelota simboliza un antiguo juego de pelota maya. En esta leyenda Asturias combina tradiciones cristianas y mayas, ya que la pelota equivale a un elemento del ritual maya, pero también tiene las características de un demonio. 
En realidad se percibe como sombrero que vuela y no se deja atrapar; el lenguaje es surrealista.

### Leyenda del tesoro del lugar florido
Esta leyenda se sitúa en la época en que los conquistadores españoles llegaron a Guatemala, mientras que los indígenas estaban celebrando el fin de una guerra., cerca del Lago Atitlán donde viven los zutuhiles. Cerca del lago hay un volcán llamado el Abuelo del Agua. En este volcán está escondido el tesoro de las tribus fronterizas que escaparon del saqueo de los españoles. 
La leyenda comienza en el crepúsculo, que según Sáenz puede considerarse como una comparación con el declive de la civilización maya.  Tras anunciarse el fin de la guerra, los pueblos indígenas celebran la paz durante toda la noche. 
La destrucción comienza cuando los españoles («hombres blancos») se acercan, mientras que los sacerdotes mayas declaman oraciones rituales al volcán. Las tribus huyen aterrorizados hacia el lago para protegerse contra la invasión, dejando el tesoro.
De los ocho cuentos que componen la primera edición, este último es el único que está situado en la época prehispánica, aunque se encuentra justo en el momento de la llegada de los conquistadores españoles. Asturias contrasta las dos culturas; describe a los nativos como conectados con el mundo natural (brazos verdes como la sangre vegetal) y los asocia con la abundancia y una sensación de riqueza (tenían flores, frutas, pájaros, colmenas, plumas, oro y piedras preciosas), mientras enfatizando la escasez y la falta de los europeos mediante la repetición de la preposición «sin» en su contexto.

### Los brujos de la tormenta primaveral
Esta leyenda es una interpretación de la creación del mundo como obra de los dioses, y contiene muchos elementos mágicos y simbólicos. Se compone de seis partes y describe las luchas mitológicas para la supervivencia entre los tres reinos: animal, vegetal y mineral. El protagonista de la leyenda es Juan Poye, quien es un «hombre-río» que simboliza la fertilidad y la vida. Cuando los seres humanos olvidan las reglas del amor y actúan con crueldad, el río se convierte en una fuente de castigo para los seres humanos inmorales. Todo lo que queda al final de la leyenda son las ciudades cubiertas por la vegetación en la tierra Quiché. En este cuento Asturias crea un nuevo lenguaje mágico en el que mezcla ideas mayas y judeocristianas sobre el Apocalipsis y las combina para crear el Apocalipsis de Juan.

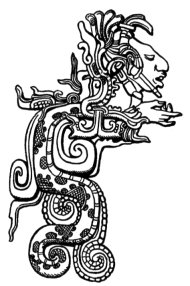
Representación de la serpiente emplumada, del periodo clásico maya (Yaxchilán)

### Cuculcán
Cuculcán, el último «cuento» de Leyendas de Guatemala, fue escrito como una obra de teatro. Fue añadido en la segunda edición del libro. Las tres escenas están separadas por cortinas de colores que indican el paso del tiempo; los colores de la cortina (amarillo, rojo y negro) y los cambios de escena siguen el movimiento del sol. 
Los personajes principales son: Guacamayo, un pájaro engañoso, de mil colores, Cuculcán, o Serpiente Emplumada, y Chinchinirín, el ayudante-guerrero de Cuculcán. Yai es una «mujer-flor» que va a ser sacrificada. Buscando la forma de tomar el lugar de Cuculcán, Guacamayo hace un trato con Yai, pero Cuculcán logra salvarse.
Esta leyenda final es una recreación lúcida de la leyenda maya de la Serpiente Emplumada, y representa una aproximación a la cuestión de la identidad como construcción social. El espejo engañoso que aparece en la historia (que confunde Guacamayo y Cuculcán acerca de lo que es «real») es una metáfora de un relativismo brutal que Asturias introduce con el fin de expresar el carácter dual y complementario de la realidad. Es decir, Asturias presenta la realidad de una identidad en el universo de Cuculcán como dual, diglósica y relativa, y lo aplica a la nueva construcción de la identidad híbrida guatemalteca.

## El autor
Miguel Ángel Asturias nació en 1899 en la Ciudad de Guatemala, y provenía de una familia de clase media. Su madre era una maestra de escuela con antecedentes familiares mixtas (indígena y español), y su padre, Ernesto Asturias, era un abogado de origen español. Inicialmente Asturias atendió la facultad de derecho, pero pasó a estudiar antropología y literatura. Finalmente se convirtió en autor y ganó el premio Nobel de la literatura en 1967. Pasó una parte importante de sus estudios en París, Francia, pero también viajó por toda América Latina.
Entre sus obras más importantes se incluye Leyendas de Guatemala (1930), El Señor Presidente (1946), Hombres de Maíz (1949), Viento fuerte (1950), El Papa Verde (1954), Los ojos de los enterrados (1960), y Mulata de tal (1963).

## Análisis literario
Asturias basa su trabajo en las tradiciones y leyendas de sus antepasados y trata de proporcionar una representación precisa de la cultura indígena, mezclada con elementos coloniales europeos. 
Utiliza ciertos aspectos de la cultura indígena tradicional «para demostrar que el futuro de su país depende del reconocimiento y de la validación de la herencia indígena».  Su estilo es único porque incorpora técnicas occidentales con elementos temáticos y estilísticos de la literatura indígena, y combina modos de narración orales y textuales. Su unicidad se ejemplifica también por no ser posible categorizar su trabajo dentro de uno de los géneros literarios preexistentes, aunque algunos consideran que Leyendas de Guatemala es uno de los precursores del realismo mágico.

### Forma y estructura
Cada cuento en Leyendas de Guatemala es un poema en forma de prosa, en la cual cada palabra tiene importancia, y como tal trasciende la colección común de cuentos. Los cuentos están unidos por un denominador común: un plano de ficción compartido. Todas las leyendas tienen la forma de un cuento con la excepción del último, Cuculcán que tiene la forma de una obra de teatro, originalmente escrita para el teatro en Madrid.
Leyendas de Guatemala tiene dos introducciones: Guatemala y Ahora que me acuerdo, cada uno con un propósito distinto. Ahora me acuerdo introduce un narrador que es bastante identificable con el autor, mientras que Guatemala presenta el universo en que las leyendas van a tener lugar.
En la segunda edición de Leyendas de Guatemala, que salió en 1948, fueron añadidos Los brujos de la tormenta primaveral y Cuculcán. Aunque inicialmente parecen romper la unidad formal de Leyendas de Guatemala (ya que Cuculcán parece ser una pieza de teatro), incluyen los mismos temas y las mismas historias, y parecen haber sido escrito antes de la publicación de la primera edición de Leyendas.
La fluidez de los cuentos de Asturias es una parte muy importante de su literatura. Los cuentos suelen tener una tonalidad musical, como si tuvieron que ser narrados a voz alta, lo que es facilitado por la repetición de ciertas frases. Un ejemplo es la repetición de «Cuco de los Sueños va hilando los cuentos».

### Cultura indígena
La ficción de Asturias puede ser clasificada como neo-indigenista. Su obra es una evolución de la literatura indigenista; es decir una evolución de literatura indigenista que se define por su postura crítica contra la dominación europea de los nativos americanos. La literatura indigenista dibuja un retrato exótico, estereotípico de los pueblos indígenas que sea los deja sin esperanza y dependiente de los europeos, sea promueve su adaptación a la cultura mestiza. En cambio, Asturias replantea su postura y representa la cultura nativa como una faceta continua e integral de Guatemala. Para ello, Asturias, trata de proporcionar una representación precisa de la cultura indígena y por lo tanto basa su trabajo en las tradiciones y leyendas de sus antepasados. Se puede argumentar que Asturias utiliza elementos de la cultura tradicional «para demostrar que el futuro de su país depende del reconocimiento y de la validación de la herencia indígena».

### Identidad
El autor Francis Jaeger afirma que Leyendas de Guatemala muestra cómo el estudio de los mitos del pasado contribuyó a formar la identidad nacional de Guatemala. Las leyendas de Asturias representan los puntos de vista que componen la identidad guatemalteca, los de los europeos y de los mayas. Jaeger se refiere a la crítica Lois Parkinson Zamora, quien considera que Leyendas de Guatemala es una obra que muestra una «ansiedad sobre los orígenes [culturales]» que llevaron Asturias a llenar el vacío del conocimiento sobre la cultura indígena con una búsqueda del pasado.  Esta ansiedad ha conducida a la creación de una narrativa con un lenguaje detallado que incorpora las complejidades y paradojas de los orígenes culturales indígenas.  En esencia, lo indígena, lo colonial y lo moderno conviven por igual en las leyendas. Leyendas de Guatemala pone de relieve el diálogo entre las distintas influencias culturales, indígenas y europeas, en Guatemala, en vez de promover la idea de la hibridación cultural o del mestizaje.  Con la evolución de la sociedad y los avances en la tecnología, hubo una constante necesidad de redefinir la cultura indígena en estos contextos cambiantes.  En este sentido, el desarrollo de la nación guatemalteca y la identidad de su pueblo se muestra a través de la narración de las diferentes leyendas.

### Realismo mágico
De acuerdo con Francisco Solares-Larrave, el proceso de pensamiento mítico que caracteriza a los cuentos de Leyendas de Guatemala no debe ser vista desde una perspectiva antropológica, sino más bien como la base de una nueva visión de la realidad. Esta implementación de un nuevo tipo de lógica basada en el reino de lo mítico hace que los cuentos de Asturias se acercan al realismo mágico. Sin embargo, en lugar de la clasificar a Leyendas de Guatemala como parte del boom latinoamericano, los cuentos son más bien un precursor hacia el realismo maravilloso de Alejo Carpentier y, más tarde, el movimiento del realismo mágico.  Asturias, estaba más preocupado con la presentación de las cualidades reales de las cosas mágicas como una fuente de una nueva identidad nacional, que de seguir lo que hoy conocemos como realismo mágico.  Sin embargo, es en Leyendas de Guatemala que por primera vez se ve los rastros de lo que más tarde será conocido como realismo mágico, una visión que une la realidad con la ilusión. Por ejemplo, con la aparición del Cuco de los Sueños, vemos el realismo mágico avant la lettre, que permite la evocación de las ciudades del pasado, aquellas que están enterradas debajo de otras ciudades. La aparente fluidez de tiempo y espacio también invocan la sensación de que la lógica del realismo mágico ya estaba gestando en la obra de Asturias. Asimismo, Selena Millares describe Leyendas de Guatemala como ver el mundo a través de la reflexión de un río subterráneo. Por su regresión a una calidad soñadora y un contexto fluido, en efecto Leyendas de Guatemala parece ser un paso significativo en la dirección del movimiento del realismo mágico.

## Temas

### Modelo del palimpsesto
En la primera leyenda Asturias afirma que Guatemala fue construida sobre ciudades enterradas, una sobre la otra, como una casa con varios pisos.  En un sentido figurativo esto es cierto, considerando que la cultura guatemalteca puede ser visto como superpuesta sobre una herencia maya, en las ruinas de la llegada de los españoles. De hecho, incluso la interpretación literal contiene verdad, ya que diferentes ciudades españolas fueron establecidas directamente sobre las ruinas de ciudades mayas como Palenque y Copán.
La razón por la cual Asturias presenta Guatemala en un modelo de palimpsesto (una cultura superpuesta sobre otra más antigua, que también está superpuesta a otra, etc) es que a fin de comprender plenamente la identidad guatemalteca, es necesario combinar todos estos niveles y unirlos como partes de un relato común. En Leyendas de Guatemala Asturias trata de reinventar la identidad guatemalteca.

### Identidad híbrida
Antes de la publicación de Leyendas de Guatemala, el tema de la identidad híbrida se presentó sobre todo en una luz negativa. Incluso muchos años más tarde, en libros como Maladrón (1967), los mestizos o ladinos fueron retratados como ladrones, personajes viles. Sin embargo, en Leyendas de Guatemala Asturias trata de revaluar estos temas, temas que previamente habían sido invisibles o marginados. Lo hace mediante la unión de elementos nativos y europeos en sus cuentos.
Las leyendas de la Tatuana, el Sombrerón, y el Cadejo son leyendas que forman parte de la mitología existente de Guatemala, pero el Tesoro del Lugar Florido es sin lugar a duda una nueva narración. Asturias combina elementos nativos y europeos no sólo de un cuento a otro, pero incluso dentro de las leyenda; por ejemplo, en el primer cuento, el narrador participa en una canción y danza ritual indígena, pero lo que canta son las vocales del alfabeto latino, a-e-i-o-u. En la Leyenda del Volcán, la mitología original de los seres voladores que poblaron la tierra se combina con la denominación «tierra de los árboles», siendo el nombre que los aliados de los conquistadores dieron a Guatemala. Otro ejemplo es la leyenda del Sombrerón, el la cual un mito de origen maya se narra a través de una lente post-colonial católica. En este sentido, Leyendas de Guatemala puede ser visto como una reacción contra la purificación racial y en favor de una conciliación cultural representada por la identidad híbrida.

### Género
En Leyendas de Guatemala las relaciones de género se presentan como algo análogo a las relaciones de poder, pero también parece como algo ambigua y casi fluida. Los dos ancianos, Don Chepe y Niña Tina, introducidos en las primeras leyendas, son idénticos entre sí a pesar de que uno es masculino y otro femenino. No hay ninguna diferencia en su poder o en su género, y podrían ser una sola entidad, pero en realidad son dos, que se distinguen únicamente por sus nombres.
Cuculcán es masculino, pero su experiencia es femenina. Simbólicamente la imagen latinoamericana establece un binarismo en las relaciones de poder entre la hegemonía española de la masculinidad, mientras que asociando la sub-alteridad indígena con lo femenino. Esta transferencia de género se da varias veces en Leyendas de Guatemala. En  Ahora que me acuerdo por ejemplo, Cuero de Oro presenta los bosques como una mujer, mientras que él mismo es el bosque. Por lo tanto se convierte en una mujer con un rol pasivo. En general, Asturias equivale las relaciones de género a las relaciones de poder en todo los cuentos de Leyendas de Guatemala, presentando la feminidad como una presencia reprimida. También es interesante señalar que en Leyenda del Sombrerón, cuando se alude a la pelota (símbolo de la tentación y, en cierto sentido, del mal), se utiliza el diminutivo y el género femenino.

## Influencias

### Influencia europea
Asturias, estudió en París entre 1924 y 1933, lo que le permitió observar Guatemala, su país de origen, desde una cierta distancia. Estudió la cultura maya con Georges Renaud, quien, como su director, tuvo una influencia significativa en su desarrollo literario. Para Asturias las enseñanzas de Renaud en particular, llevaron a la revelación de una de sus raíces culturales, olvidada, desconocidas, y casi «subvaluada».
Su estancia en París también introdujo Asturias al surrealismo. Escritos de Asturias están influenciados por el movimiento surrealista, que se hace más evidente en el uso de objetos opuestos e incongruentes. Prieto afirma que «un surrealista utiliza los opuestos para obtener una apertura al mundo que les permita percibir lo maravilloso»; En este contexto, lo «maravilloso» se explica en el sentido de que «esto» es también «aquello». Para Asturias, esto se traduce en la afirmación de que «Guatemala no puede negar sus raíces, incluso si la clase en el poder se niega a reconocerlo».

### Influencia latinoamericana
Por supuesto, el proceso de concientización de la hibridación cultural había comenzado antes de que Asturias llegó a París. Su viaje a México en 1921 para participar al Congreso Internacional de Estudiantes organizado por la Federación Mexicana de Estudiantes, con la participación de José Vasconcelos, ya tuvo una influencia importante en el desarrollo de sus ideas sobre las culturas mestizas.
Igualmente importante fue la participación de Asturias en la agencia de prensa Prensa Latina, compuesto de un grupo de activistas comprometido con la «revitalización del poder latino». En marzo de 1928, Asturias viajó a La Habana, Cuba y desempeñó un papel importante como participante en el congreso de Prensa Latina. En esta ciudad, que hizo una gran impresión como «cruce de caminos» de activistas del mundo entero, Asturias entró en contacto con miembros del movimiento del Vanguardismo cubano. El tiempo pasado en Francia y Cuba dieron a Asturias la oportunidad de tener contactos importantes y le dieron la posibilidad de reflexionar sobre los orígenes y la identidad de su país. Por consiguiente, Asturias comenzó a drásticamente revisar su opinión acerca de la cultura indígena. Se puede observar una rápida transformación en la obra de Asturias, al comparar su tesis El problema social del Indio, escrito en la década de 1920, con Leyendas de Guatemala, escrito en la década de 1930. Según René Prieto, la tesis de Asturias «se centró en el concepto del mestizaje, o sea, del apoyo a la inmigración extranjera para regenerar lo indígena, y está lleno de prejuicios», mientras que en Leyendas de Guatemala Asturias valora y admira la cultura indígena, y Asturias incluso llega a «darse el papel de portavoz» de los indígenas.
El libro considerado como el antecedente más directo de Leyendas de Guatemala es La tierra del faisán y del venado por Antonio Mediz Bolio. Bolio construyó un país imaginario, utilizando la literatura de ficción en la que entremezcló cuentos populares mayas y elementos del modernismo hispánico, muy parecido a lo que Asturias hizo más tarde en 1930.

#### Influencia maya-quiché
Para Asturias, una leyenda es un artefacto cultural en un estado de cambio constante. Queriendo ser parte de este cambio, Asturias utilizó leyendas populares y conocidas y las modificó, combinando ciertos elementos y transformando algunas partes hasta dejarlas irreconocibles.
Leyendas de Guatemala se basa en gran parte en el Popol Vuh, un antiguo texto que contiene, entre otros, los mitos de creación, de los maya-quichés. En 1927, Asturias trabajó, en colaboración con José María González de Mendoza, en la traducción del Popol Vuh, y como tal se vio también inmerso en sus leyendas. 
«La leyenda de Tatuana», por ejemplo, se basa en la leyenda de Chimalmat de los quichés, pero fue reescrito incorporando el mito prehispánico con la inclusión de anécdotas y personajes de la época colonial.
Sin embargo, algunos académicos argumentan que la evolución de una nación híbrida puede haber sido la principal inspiración de Asturias, y que para ella se necesitaba un conjunto de mitos de creación nuevos y revisados.

## Crítica y recepción
Asturias ha sido descrito como un «autor-poeta», cuyas habilidades literarias únicas han creado una narrativa de la evolución de Guatemala en una forma que atraviesa los límites de un poema, cuento, leyenda o prosa.
Después de su publicación en 1930, Leyendas de Guatemala, trajo elogios de la crítica en Francia, así como en Guatemala. El libro fue traducido al francés por Francisco de Miomandre y ganó el premio Sylla Monsegur. Esta traducción también logró ganar la admiración de Paul Valéry, quién escribió una carta sobre Leyendas de Guatemala que ha sido incluida como prólogo en algunas ediciones del libro.
Para el crítico de la literatura latinoamericana Gerald Martin, Leyendas de Guatemala es «La primera gran contribución antropológica a la literatura española de América».
Stephen Henighan, uno de los críticos de Asturias, alega que el libro corteja a una audiencia europea porque el exotismo de Guatemala se conforma a la expectativa de París. Por lo tanto, Henighan opina que Leyendas de Guatemala es a la vez auténtico y falso; La creación de la ilusión de ficción fue totalmente estimulada por la expectativa percibida de la audiencia francesa. De acuerdo con estas interpretaciones, el libro se basa en las fantasías orientalistas francesas. Sin embargo, Henighan afirma que «Leyendas de Guatemala deforma la suposición orientalista porque aquí el «explorador» que transmite el mundo mágico a los lectores de París es un hombre nativo de Guatemala». Indica que Asturias utiliza estrategias para persuadir de la validez y confiabilidad de sus escritos a una audiencia europea; eso es la razón porque incluyó imágenes, el prólogo introductorio de Paul Valéry, una oración impersonal, y exenciones de responsabilidad, tales como «que nadie cree en las leyendas del pasado».
Henighan argumenta también que la introducción, en la cual Guatemala es presentada como un palimpsesto de las civilizaciones del pasado, produce una inherente subordinación de Guatemala a Europa. El principal argumento de Henighan es que el libro presenta un choque entre Guatemala y Europa, el cual es un reflejo del propio conflicto de identidad de Asturias. Sigue diciendo que «Guatemala» se centra en la alienación, mientras que «Ahora que me acuerdo» concluye con la confusión del alejamiento de estos mitos. Las cinco leyendas intentan reconciliar las tensiones contenidas en la doble introducción del libro. «Sincretismo, duplicidad, y heterogeneidad se presentan como condiciones humanas inevitables» en las leyendas. Añade que Asturias quiere demostrar la imposibilidad de mantener algún tipo de pureza de identidad, y que por lo tanto la existencia de mestizaje, tanto racial como cultural, parece ser inevitable y deseable. El conflicto de la identidad cultural llega a su punto culminante en la historia final: «aquí la dinámica de la duplicidad se impregna con las cuestiones de poder cultural». Afirma que Asturias se da cuenta de que las dos culturas siempre chocarán y que «la cultura más débil siempre será sometida a los dictados culturales de la más fuerte».
Asturias recibió muchas críticas tras la anterior publicación de su ensayo El problema social del indio (1923), en la cual afirmó no ver futuro para una identidad guatemalteca basada en su herencia maya, alentando una ideología progresista. La crítica proviene del cambio diametral de actitud que Leyendas de Guatemala parece expresar. Martin Lienhard sostiene que este primer ensayo se ha convertido en una mancha oscura en el pasado de Asturias, una mancha que todo el mundo parece haber olvidado después de que le fue otorgado el Premio Nobel de Literatura en 1967. Mantiene que el joven Asturias hizo afirmaciones racistas en este ensayo y que Leyendas de Guatemala no representa una ruptura completa con esta actitud. Lienhard hace una comparación entre la forma en que Asturias reescribió los mitos de la creación de Guatemala y la propaganda en la educación soviética, afirmando que esta progresivamente manipulando la cultura y la memoria colectiva de un pueblo para servir el interés de un Estado.

## Carta de Paul Valéry a Francis de Miomandre
La siguiente carta fue escrita por Paul Valéry y dirigida a Francis de Miomandre, traductor al francés de Leyendas de Guatemala.  

Mi querido amigo:

Le doy las gracias por haberme dado a leer estas «Leyendas de Guatemala» del señor Miguel Ángel Asturias. Como escritor tiene suerte porque la traducción es deleitable, por lo tanto, excelente; es decir, bella, pero fiel. Una buena traducción tiene las virtudes de una esposa romana: egregia coniux. 
En cuanto a las leyendas, me han dejado traspuesto. Nada me ha parecido más extraño —quiero decir más extraño a mí espíritu, a mi facultad de alcanzar lo inesperado— que estas historias-sueños-poemas donde se confunden tan graciosamente las creencias, los cuentos y todas las edades de un pueblo de orden compuesto, todos los productos capitosos de una tierra poderosa y siempre convulsa, en quien los diversos órdenes de fuerzas que han engendrado la vida después de haber alzado el decorado de roca y humus están aún amenazadores y fecundos, como dispuestos a crear, entre dos océanos, a golpes de catástrofe, nuevas combinaciones y nuevos temas de existencia.
¡Qué Mezcla esta mezcla de naturaleza tórrida, de botánica confusa, de magia indígena, de teología de Salamanca, donde el volcán, los frailes, el Hombre-Adormidera, el Mercader de joyas sin precio, las 'banadas de pericos dominocales', 'los maestros-magos que van a las aldeas a enseñar la fabricación de los tejidos y el valor del cero' componen el más delirante de los sueños!
Mi lectura fue como un filtro, porque este libro, aunque pequeño, se bebe más que se lee. Fue para mí el agente de un sueño tropical, vivido no sin singular delicia. He creído absorber el jugo de las plantas increíbles, o una cocción de esas flores que capturan y digieren a los pájaros. 'El cuco de los sueños se despierta en el alma'. 
Se aconsejaba Stendhal a sí mismo el leer todas las mañas un poco del Código Civil. Este consejo tiene su valor. Pero una farmacopea tiene que ser completa. Después del tónico hacen falta los bálsamos y las resinas embriagadoras. Una dosis de cuando en cuando de este elixir guatemalteco es excelente contra tantas cosas...
Enteramente suyo, 

Paul Valery.